# Iquiqueïta
La iquiqueïta és un mineral de la classe dels borats. Rep el seu nom de la ciutat xilena d'Iquique.

## Característiques
La iquiqueïta és un borat de fórmula química K₃Na₄Mg(CrO₄)B24O39(OH)·12H₂O. Va ser aprovada com a espècie vàlida per l'Associació Mineralògica Internacional l'any 1984, i la primera publicació va ser el 1986. Cristal·litza en el sistema hexagonal. La seva duresa a l'escala de Mohs és 2. L'exemplar que va servir per a determinar l'espècie, el que es coneix com a material tipus, es troba conservat al Museu Nacional d'Història Natural dels Estats Units, situat a Washington DC.

## Formació i jaciments
Va ser descoberta als camps de nitrats de Zapiga, a la província d'El Tamarugal, dins la regió de Tarapacá, Xile. També a Xile ha estat descrita a Salar de Miraje, a la província d'El Loa, dins la regió d'Antofagasta. Només ha estat descrita en aquests dos indrets a tot el planeta.